# Intel Pentium Extreme Edition

Neues Logo von Intel Pentium Extreme Edition

Altes Logo von Intel Pentium Extreme Edition

Der Pentium Extreme Edition (Codenamen Smithfield und Presler) ist ein von Intel am 18. April 2005 eingeführter Dual-Core-Mikroprozessor auf Basis der NetBurst-Architektur. Die Pentium Extreme Edition-Architektur ist zur Architektur der jeweiligen Pentium-D-Serie (8xx (Smithfield) und 9xx (Presler)) identisch. Der Hauptunterschied zu den bisher vorgestellten Pentium D Prozessoren besteht darin, dass bei Pentium Extreme Edition Prozessoren die Hyper-Threading-Funktion freigeschaltet ist. So kann der Prozessor bis zu vier Threads gleichzeitig ausführen, da auf jeden physischen Prozessorkern ein weiterer virtueller Kern kommt. Die Pentium Extreme Edition erfordert Intels High-End-Chipsätze 955X und 975X mit Sockel 775.
Die Pentium Extreme Edition steht in der Tradition der Pentium 4 Extreme Edition. Mit dem gleichzeitig mit den Dualcore-Prozessoren eingeführten neuen Namensschema fiel allerdings die „4“ aus der Produktbeschreibung weg.
Das erste vorgestellte Modell (Pentium Extreme Edition 840) besitzt eine Taktfrequenz von 3,2 GHz, sowie 1 MiB Level2-Cache pro physisch vorhandenem Prozessorkern. Die Funktionen unterscheiden sich außer der Hyper-Threading-Technologie noch durch den freigeschalteten Multiplikator, der eine Übertaktung des Prozessors bedeutend vereinfacht.
Ende 2005 kam dann mit dem Pentium Extreme Edition 955 das nächste Modell auf den Markt, das mit 3,46 GHz etwas höher getaktet wurde, aber mit einem neuen Prozessorkern in 65 nm gefertigt wird. Durch die nun kleinere Die-Fläche konnte der L2-Cache pro Kern verdoppelt werden, außerdem wurde wie bei den Pentium D 9xx die Intel Virtualization Technology freigeschaltet und im Gegensatz zum Pentium D der FSB auf 266 MHz (quadpumped, FSB 1066) erhöht.

## Modelldaten

### Smithfield
Doppelkernprozessor (Dual-Core)
- L1-Cache: Je Kern 16 KiB (Daten) plus 12.000 µOps (Instruktionen)
- L2-Cache: Je Kern 1024 KiB mit Prozessortakt
- MMX, SSE, SSE2, SSE3, EM64T, XD-Bit, Hyper-Threading, SpeedStep
- LGA775, AGTL+ mit 200 MHz FSB (quadpumped: FSB 800)
- Betriebsspannung (VCore): 1,25V-1,388 V
- Verlustleistung (TDP): 130 W
- Erscheinungsdatum: 18. April 2005
- Fertigungstechnik: 90 nm
- Taktraten: 3,2 GHz
- Modellnummern:
  - 840: 3,2 GHz

### Presler
Doppelkernprozessor (Dual-Core)
- L1-Cache: Je Kern 16 KiB (Daten) plus 12.000 µOps (Instruktionen)
- L2-Cache: Je Kern 2048 KiB mit Prozessortakt
- MMX, SSE, SSE2, SSE3, EM64T, XD-Bit, Hyper-Threading, SpeedStep, IVT
- LGA775, AGTL+ mit 266 MHz FSB (quadpumped: FSB 1066)
- Betriebsspannung (VCore): 1,2–1,4 V
- Verlustleistung (TDP): 130 W
- Erscheinungsdatum: 27. Dezember 2005
- Fertigungstechnik: 65 nm
- Taktraten: 3,46 bis 3,73 GHz
- Modellnummern:
  - 955: 3,46 GHz
  - 965: 3,73 GHz